# 登世島村
登世島村（とせじまむら）は福島県河沼郡にあった村。現在の西会津町登世島にあたる。

## 地理
- 河川：阿賀川

## 歴史
- 1889年（明治22年）4月1日 - 町村制の施行により登世島村が単独で自治体を形成。
- 1954年（昭和29年）7月1日 - 野沢町・尾野本村・睦合村・下谷村・群岡村・上野尻村・宝坂村および耶麻郡新郷村・奥川村と合併して西会津町が発足。同日登世島村廃止。

## 交通

### 鉄道路線
現在は旧村域に磐越西線の尾登駅が所在するが、当時は未開業（1955年開業）。